# Joël Batteux
Pour les articles homonymes, voir Batteux.
Joël(-Guy) Batteux, né le 16 décembre 1943 à Vitré (Ille-et-Vilaine) et mort le 10 janvier 2021 à Saint-Nazaire lors d'une intervention chirurgicale, est un homme politique français.

## Biographie

### Formations et débuts
Joël Batteux voit le jour le 16 décembre 1943 à Vitré en Ille-et-Vilaine. Après un DEA en physique-chimie à l'École nationale supérieure de chimie de Rennes, il déménage à Saint-Nazaire avec sa famille, où son père travaille aux Chantiers de l'Atlantique. Il travaille comme assistant à l'université de Nantes de 1968 à 1972, créer une entreprise d'ingénierie-conseil où il travaille de 1972 à 1974, puis enseigne à l'IUT de Saint-Nazaire de 1974 à 1983
Il est le père de quatre enfants, les deux premiers issus d'un premier mariage.

### Mandats locaux à Saint-Nazaire
Il est élu maire de Saint-Nazaire (Loire-Atlantique) en 1983 et constamment réélu jusqu'en 2008. Il succède à Étienne Caux dans ces fonctions.
Lors des élections législatives de 1997, il se présente sous l'étiquette Mouvement des citoyens (avec le soutien du PC) contre Claude Évin (candidat PS), qui tente de reprendre le siège conquis en 1993 par Étienne Garnier (RPR). Il échoue (26 % des suffrages contre 30 % pour Claude Évin) et se retire en faveur de Claude Évin, qui est seul candidat au second tour, le député sortant Étienne Garnier ayant été éliminé dès le premier tour.
Investi par le PS, il conduit aux élections municipales de mars 2008 une liste d'union de la gauche (PS, PCF, MRG, Verts, UDB) qui remporte le scrutin au second tour avec 41 % des suffrages. Il quitte ce parti en novembre de la même année à la suite de l'élection contestée du premier secrétaire. Il met fin à ce congé du PS quelques jours plus tard.
Il n'est pas candidat aux élections municipales de mars 2014, et David Samzun (PS) lui succède comme maire de Saint-Nazaire.
Il est nommé membre du Conseil économique, social et environnemental en avril 2014.

### Positionnements et responsabilités à gauche
Joël Batteux adhère au Parti socialiste en 1974 et porte pour la première fois les couleurs de ce parti lorsqu'il se présente aux élections municipales à Saint-Nazaire en 1977 sur la liste d'Etienne Caux. S'il obtient l'investiture du parti lors d'élections suivantes, il le quitte à l'occasion des élections législatives de 1997 et porte l'étiquette du Mouvement des citoyens de Jean-Pierre Chevènement et se présente contre le candidat local du Parti socialiste, Claude Évin. Il est alors en rupture avec la ligne favorable au Traité de Maastricht que soutient le Parti Socialiste, et alors que Jean-Pierre Chevènement s'y oppose. Il reste au parti de Jean-Pierre Chevènement puis le quitte à l'issue de l'élection présidentielle de 2022 pour rejoindre jusqu'en 2005 l'association pour une gauche républicaine, date à laquelle il retourne au Parti Socialiste.
Lors du Congrès de Reims de 2008, il signe la mention de soutien à la candidature de Bertrand Delanoë, puis annonce se mettre en retrait du parti Socialiste, en raison de la ligne politique qu'il juge trop libérale des deux candidates finalistes. Le candidat qu'il soutient est alors battu, et il est mis en minorité au sein de la section locale du Parti Socialiste qu'il préside à Saint-Nazaire. Il s'ouvre alors à un soutien à Benoît Hamon, autre candidature lors de ce congrès.
Lors de la primaire citoyenne de 2011 qui vise à désigner un candidat à gauche en vue de l'élection présidentielle l'année suivante, il soutient la candidature de François Hollande. A l'issue de la Primaire citoyenne de 2017 qui vise à désigner un candidat à gauche en vue de l'élection présidentielle la même année, et alors que Benoît Hamon a été désigné par ce biais candidat, il fait part fin février de son intention de voter pour Emmanuel Macron pour « éviter d’avoir à voter pour François Fillon contre Marine Le Pen au second tour ».

### Prises de position
Il s'exprime régulièrement contre le principe de réunification de la Bretagne sous plusieurs forme. Dès sa première élection à la tête de la ville de Saint-Nazaire, il fait retirer le drapeau breton qui figure sur fronton de la mairie, et que son prédécesseur avait fait poser 7 ans plus tôt. Il qualifie le bagad de Lann-Bihoue de « troupe d'occupation » lors cette dernière joue à Saint-Nazaire.

## Liste des mandats
- Président de la Communauté d'agglomération de la Région Nazairienne et de l'Estuaire (CARENE).

## Distinctions
- Ordre de l'Empire britannique à titre civil[15]